# Oroshi hōchō

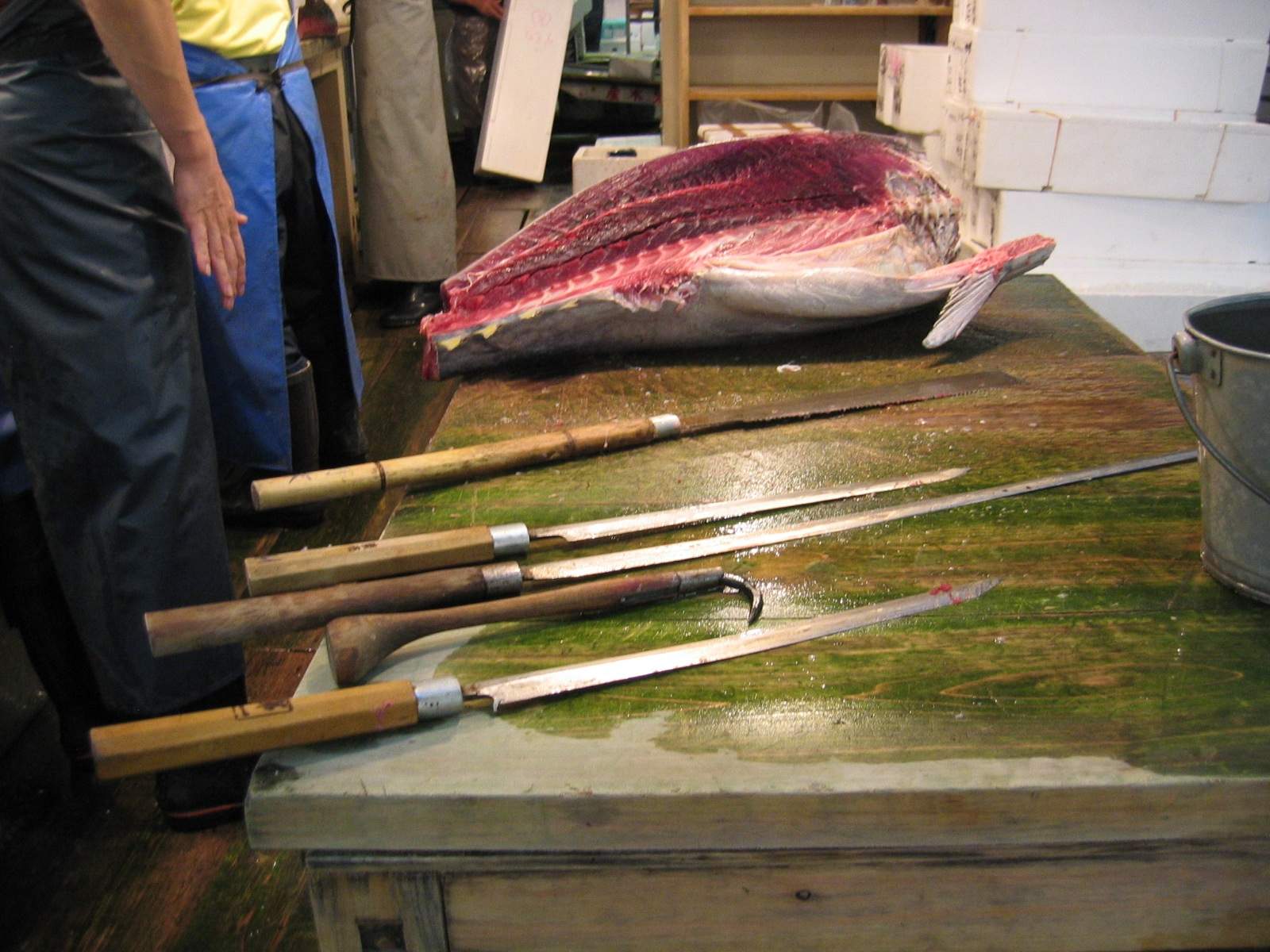
Ganivets japonesos, inclòs un oroshi hōchō de gran longitud, utilitzat per tallar tonyina al mercat de peix de Tsukiji.

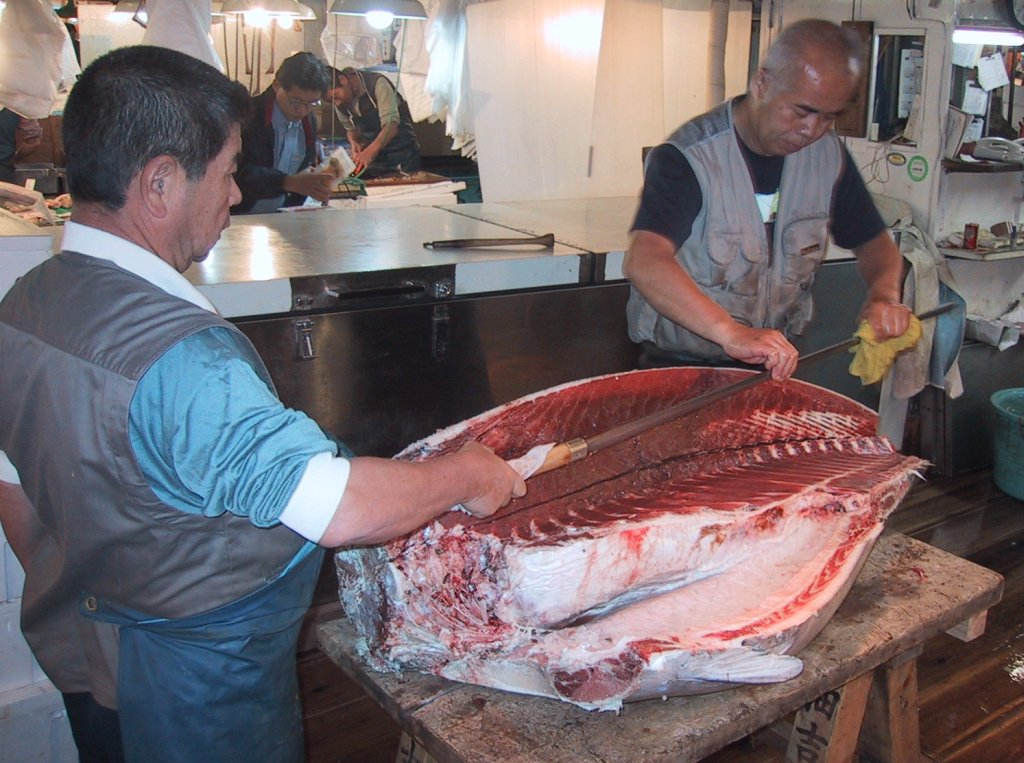
Ús d'un oroshi hōchō al mercat de peix de Tsukiji a Tòquio.

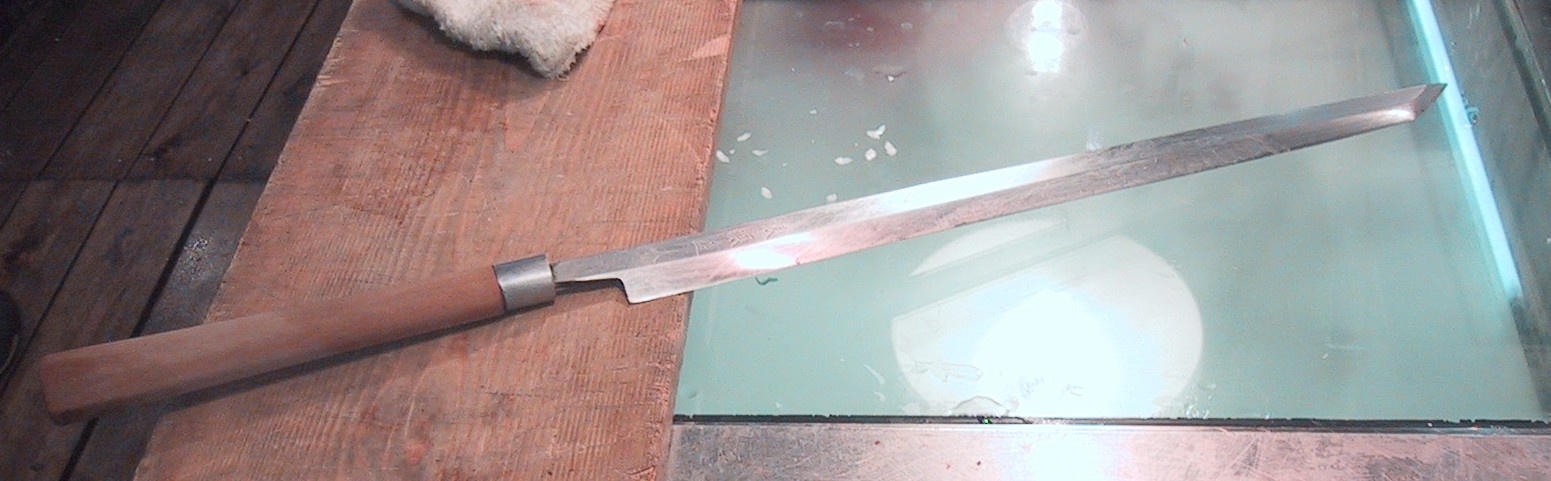
Hanchō hōchō, de fulla de mitja longitud al mercat de peix de Tsukiji a Tòquio.

El oroshi hōchō (おろし包丁, "cuchillo mayor") (おろし包丁, ''oroshi hōchō''? "ganivet major") i el hanchō hōchō (半丁包丁, "cuchillo corto") (半丁包丁, ''hanchō hōchō''? "ganivet curt") són ganivets altament especialitzats i de gran longitud que s'utilitzen al Japó per tallar en filet la tonyina i altres peixos.
El oroshi hōchō posseeix una fulla amb una longitud de 150 cm a més d'un mànec de 30 cm, i pot tallar una tonyina d'un sol tall. En general és necessari de dos a tres persones per manipular el ganivet i la tonyina. La fulla flexible està corbada per adaptar-se a la forma de l'espinada i així minimitzar la quantitat de carn de tonyina que roman adherida a l'espinada. El hanchō hōchō és un ganivet de fulla més curta amb una longitud d'uns 100 cm a més del mànec. El hanchō hōchō de vegades és anomenat maguro kiri (マグロ切, "cortador de atún") (マグロ切, 'maguro kiri'? "tallador de tonyina").
Aquests ganivets són utilitzats de forma quotidiana al mercat de venda majorista de peix al Japó, que a Tòquio és el mercat de peix de Tsukiji. També es poden trobar a grans restaurants, però no són un estri habitual de les cuines domèstiques del Japó, a menys que existeixi una necessitat freqüent de tallar tonyines d'un pes de més de 200 kg. Aquests ganivets japonesos no han de ser confosos amb les espases japoneses, ja que no són una arma sinó una eina, encara que a vegades han estat utilitzats a manera d'arma per la yakuza.